# Stephen Marley
Stephen Robert Nesta Marley (Wilmington, Delaware, 20 april 1972) is een Jamaicaans reggaemuzikant en tevens een zoon van reggaelegende Bob Marley en Rita Marley. Zijn bijnaam is Raggamuffin.

## Biografie
Stephen was, samen met twee zussen, lid van de groep van zijn broer Ziggy Marley, Ziggy Marley & the Melody Makers. Hij was 7 jaar oud toen hij samen met Ziggy, Cedella en Sharon de Melody Makers vormde. Het eerste nummer "Children playing in the streets" is geschreven en geproduceerd door vader Bob Marley. In een aantal nummers van de groep was hij leadzanger. Meestal speelde hij percussie of gitaar en zong hij mee op de achtergrond. De groep was tot 2002 actief, maar Stephen stond niet op de voorgrond. Hij verzette veel werk in de schaduw van zijn familie als producer. Verder is Stephen vooral bekend omdat hij veel met andere artiesten samenwerkte, waaronder zijn broers Julian, Damian, Ziggy, en Ky-Mani Marley, Sean Paul, Erykah Badu, Steven Tyler, Spragga Benz en Snoop Dogg. Ook was Stephen, samen met The Black Eyed Peas en zijn moeder Rita Marley te zien op Live 8. Zelf heeft hij in 2007 één solo-album uitgebracht, Mind Control. Het werd in Nederland geen succes, omdat er niet veel promotie voor was. In Amerika won hij een Grammy-award met het album. Hij is zonder dat veel mensen hem kennen de reggae-artiest/producer met de meeste Grammy's op zijn naam. Hij heeft er door de jaren heen vijf gewonnen, als onderdeel van de Melody Makers, als producer van Damians albums en een voor zijn solo-album. Zijn bekendste nummer All Night staat op de cd Welcom to Jamrock van zijn halfbroer Damian Marley. Hij woont nu in Miami en heeft ook een huis in Kingston (Jamaica). In Miami heeft hij een eigen studio, "Lion's Den". Hij heeft minstens twaalf kinderen, zes jongens (Joseph Marley, Stephen Marley jr, Yohan Marley, Jeremiah Marley, Bengimen Marley en Binghi Marley) en zes meisjes (Shacia Marley, Mystic Marley, Summer Marley, Zipporah Marley, Lailah Marley en Nyah Marley). Jeremiah is al een aantal jaren zijn vlaggenzwaaier op het podium tijdens zijn optredens in Amerika.

## Samenwerking

### Met zijn broers
Stephen treedt vaak op met zijn broers, en maakt ook albums en singles met hen. De broers hebben een live-band, waarmee ze af en toe toeren. De groep bestaat uit Stephen, Ziggy Marley, Damian Marley, Julian Marley en Ky-Mani Marley. Ze noemen zichzelf The Marley Brothers of Ghetto youths. Op zijn debuut-, en tot nu toe enige album Mind Control staan vele nummers die hij samen met Damian Marley heeft opgenomen, zoals de kleine hit Traffic Jam.

### Met andere artiesten
Stephen heeft veel samengewerkt met zijn broers, maar ook nog met andere artiesten. Hier staat een lijst van de meest bekende:
- No Woman No Cry, met de Fugees.
- Rebel Music, met Michael Franti.
- Musica, met Chachi Tadesse.
- In Love with You, met Erykah Badu.
- Dem Crazy, met Dead Prez.
- Pour old man, met Buju Banton.
- No No No, met Eve.
- Get up Stand up met zijn moeder Rita Marley en The Black Eyed Peas live op Live 8.
- Sunschine Girl met Capleton.

## Rastafarigeloof
Net als zijn vader, moeder en meeste broers is Stephen een groot aanhanger van het rastafarigeloof. Veel van zijn teksten gaan over het geloof, net zoals bij zijn broers. Met dit geloof is Stephen opgevoed. Zijn vader Bob Marley had dit geloof leren kennen door zijn vrouw Rita Marley, de moeder van Stephen. Zijn teksten gaan vaak over het rastafarigeloof en ook over politiek.

## Discografie

### Albums
| Album met eventuele hitnotering(en) in de Nederlandse Album Top 100 | Datum van verschijnen | Datum van binnenkomst | Hoogste positie | Aantal weken | Opmerkingen |
| ------------------------------------------------------------------- | --------------------- | --------------------- | --------------- | ------------ | ----------- |
| Mind Control                                                        | 19-3-2007             | -                     |                 |              |             |

### Singles
| Single met eventuele hitnotering(en) in de Nederlandse Top 40 | Datum van verschijnen | Datum van binnenkomst | Hoogste positie | Aantal weken | Opmerkingen                   |
| ------------------------------------------------------------- | --------------------- | --------------------- | --------------- | ------------ | ----------------------------- |
| All Night                                                     | 2006                  | -                     |                 |              | niet uitgebracht in Nederland |
| The Traffic Jam                                               | 2007                  | -                     |                 |              | met Damian Marley             |
| Mind Control                                                  | 2007                  | -                     |                 |              |                               |